# Habronattus venatoris
Habronattus venatoris là một loài nhện trong họ Salticidae.
Loài này thuộc chi Habronattus. Habronattus venatoris được Griswold miêu tả năm 1987.